# Katarisme
 (février 2024).
Si vous disposez d'ouvrages ou d'articles de référence ou si vous connaissez des sites web de qualité traitant du thème abordé ici, merci de compléter l'article en donnant les références utiles à sa vérifiabilité et en les liant à la section « Notes et références ».
Le katarisme est une idéologie politique indianiste propre à la Bolivie née dans les années 1960.
Centré sur l'identité sociale et culturelle des Boliviens indigènes, anticapitaliste, le katarisme se définit comme une réponse au néocolonialisme des États occidentaux capitalistes ainsi qu'à l'absence de prise en compte des particularités culturelles dans le marxisme.

## Étymologie
Le katarisme tire son nom d'un chef des Aymaras du XVIIIe siècle : Túpac Katari, notamment connu pour avoir dirigé la prise de la Paz en 1780. Durant sa rébellion, seuls les indigènes non métissés se soulèvent contre le pouvoir. Incarnant la résistance indienne à l’envahisseur, certains Boliviens indigènes s'identifient à cette figure historique comme symbole de leur lutte contre l'oppression sociale.

## Définition
D'après Alvaro Garcia Linera, le katarisme est une idéologie politique qui vise à déconstruire les discours sur les cultures indigènes de Bolivie, afin qu'eux-mêmes puis les remodeler selon leurs propres conceptions. C'est ainsi une révision positive de l'histoire. L'indianité devient dans ce cadre non plus un objet mais un être, une revendication à part entière. Idéologie fondée sur les cultures indigènes, le katarisme est alors la négation de ce que le marxisme avait apporté dans l'indianisme, à savoir la construction d'une nation sur la culture ouvrière. Ainsi l'indianisme devient un objectif politique.
Les kataris se reconnaissent entre eux comme vivant et dépositaire d'une histoire commune, celle d'un régime néocolonial. Il y a une bivalence propre au katarisme, d'un côté multiple par l'attachement à l'espace qui détermine des « petites nations », et de l'autre commun, symbolisé par le rapport colonial et capitaliste. C'est cette commune culture de dominés qui les rassemble, mais leur identité culturelle est multiple, et cette identité est intrinsèquement lié au territoire occupé.
Comme pour l'indianisme la critique économique du capitalisme se double d'un discours ethnique.
Le katarisme peut être perçu comme étant les revendications de l'Indien Aymara. Il développe une identité collective et postule à l’auto-gouvernement ainsi qu'à l’autodétermination. La question est alors centré sur des territoires précis.

### Le Manifeste de Tiwanaku: base de l'idéologie katariste
L'idéologie katarie est définie dans le manifeste de Tiwanake, un document composé en 1973 lors de la Dictature militaire et rédigée en espagnol, aymara et quechua. Dénoncant avec vigueur la soumission imposé aux Aymaras et Quechuas, ce manifeste annonce également un programme économique, social et politique respectueux des traditions historiques de ces peuples. Il est signé par de nombreux intellectuels, étudiants et groupes de la mouvance katarie : « l’Unión Puma de Defensa Aymara, le Centre de promotion et de coordination paysanne Mink’a, le Centre paysan Túpac Katari, l’Association des étudiants paysans de Bolivie (Asociación de Estudiantes Campesinos de Bolivia) et l’Association nationale des professeurs paysans (Asociación
Nacional de Profesores Campesinos) »,,.

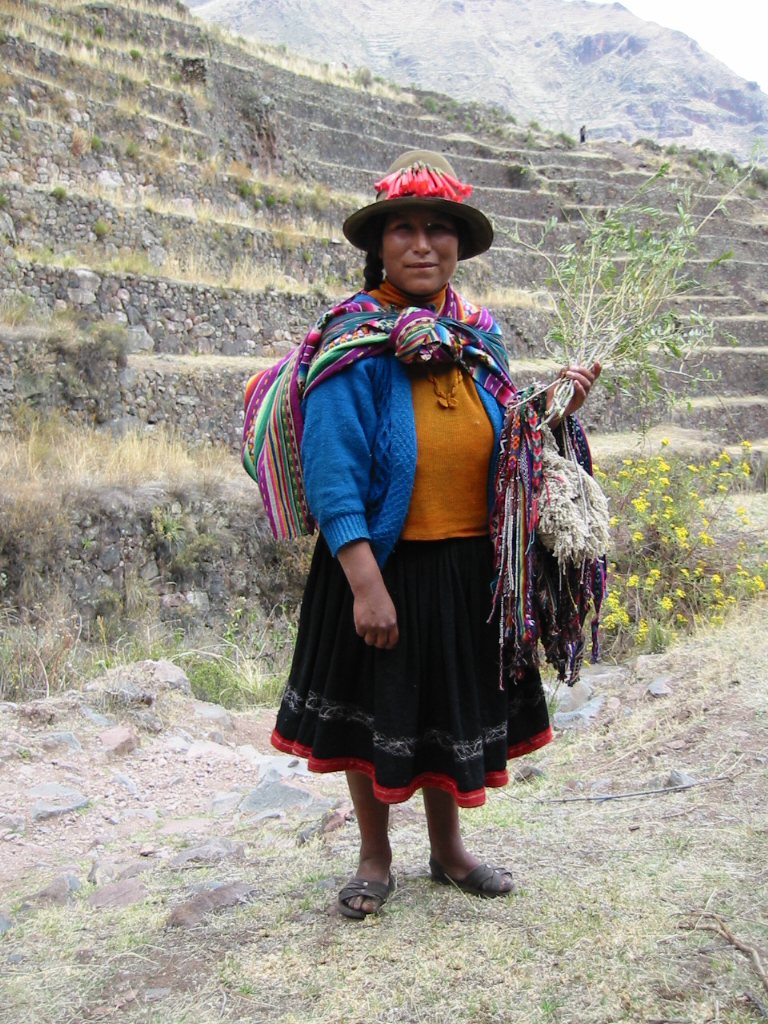
Femme quechua au Pérou.

### Une composante raciale?
Selon Casen et Sommerer, il y aurait dans le katarisme une réponse par la négative à la colonisation. Les kataris se constitueraient en opposition jusqu'à inverser les tendances et à racialiser les rapports tout en concevant l'Indien (le pronom le peut être utilisable puisqu'il détermine un Indien-type) comme un homme supérieur. Pour appuyer son propos, l'auteur de l'article cite Fausto Reinaga, une figure importante de cette mouvance qui affirme que la révolution indienne est « une révolution raciale ». De même Evo Morales déclare : « Dans notre culture, les quechuas-aymaras, assumer l’autorité signifie servir le peuple, c’est avoir une vocation à servir, alors que dans la culture occidentale, être l’autorité c’est vivre du peuple, être un parasite. » On retrouve également inversion chez les Pachakutik, qui souhaitent un ministère pour les « blancs » ou « pelé ».

## Historique

### Naissance
Le katarisme naît dans les années 1960, dans un contexte mondial d'émergence des contestations des minorités et de décolonisation. Il met à jour les difficultés à former une nation bolivienne après la révolution bolivienne de 1952 qui mit officiellement fin aux latifundios, instaura le suffrage universel et la réforme agraire sans pour autant diminuer l'exploitation économique et la domination culturelle des indiens. Néanmoins les relations entre le pouvoir postrévolutionnaire et les paysans se sont dégradées, ce qui permit l'émergence de cette revendication anarcho-paysanne et indianiste.
Les militants kataris se trouvent alors principalement dans une nouvelle classe intermédiaire d'anciens paysans urbanisés éduqués. Après leur exode rural, ces Indiens se trouvent infériorisés par le racisme ambiant des créoles. Par ailleurs il existe un marqueur physique : en effet les anciens paysans portent des chaussures en plastique noirs. Cela crée d'une part une exclusion mais aussi un communautarisme.
Henri Favre (pt) note à ce propos : « Ils se définissent seulement par ce qu’ils ont cessé d’être. »

### Développement
Le katarisme s'incarne d'abord politiquement : la Confédération syndicale unifiée des travailleurs paysans de Bolivie (es) (CSUTCB) dénonce le rôle des syndicats liés à l’État et aux militaires qui ont favorisé une tutelle étatico-militaire sur l'organisation paysanne. Le Parti indien de Bolivie (PI), apparu à la fin des années 1960, et le Mouvement indien Tupac Katari (Mouvement révolutionnaire Tupac Katari), qui participent à des élections jusqu'à la fin des années 1980, ne connaissent cependant pas de grands succès électoraux.
Le katarisme se manifeste également chez des universitaires et historiens revisitant l'histoire selon un point de vue indianiste afin de reconstituer une histoire qui ne soit pas construite par des étrangers.

### Le bouleversement des années 1980

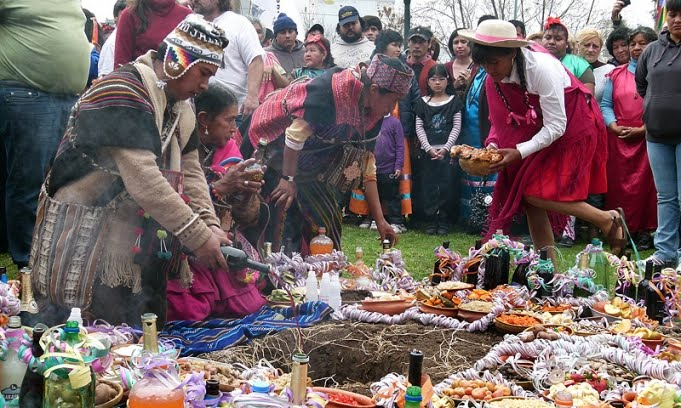
La Pachamama, la terre mère qui détermine de nombreuses pratiques : religieuses, nationales, économique, sociales.

À partir des années 1980, le katarisme se renouvelle en se décentralisant et en se fragmentant en trois grands mouvements. Un courant culturaliste qu'il est possible de rapprocher du pachamamicos s'intéresse notamment à redéfinir les pratiques musicales o religieuses.
Un courant politique intégrationniste porte un combat et revendique une meilleure place dans la société pour les indiens, dans la lignée d'un indianisme basique et peu révolutionnaire. Dans ce cas, les Indiens conservent leur particularisme local et culturel mais revendiquent le pouvoir.
La troisième variante du discours katariste propose un nationalisme indigène exhortant les Indiens à exercer le pouvoir politique et ainsi à transformer les institutions qui excluent et répriment les Indiens. C'est un discours pan-indigéniste qui minimise les différences entre groupes autochtones afin de faire reconnaître une identité populaire bolivienne dont le dénominateur commun serait le métissage culturel et social issu de la colonisation.
Dans les années 1990, le mouvement nationaliste révolutionnaire (Bolivie) incorpore le katarisme à son programme, et d'autres grands partis comme le mouvement de la gauche révolutionnaire suivent.
Il semblerait néanmoins que les années 1980 marquent le renouvellement de l'idéologie katarsite. Alors que la domination qu'exercent d'une part les classes riches et bourgeoises et d'autre part l'impérialisme se fait plus forte, le katarisme explore une voie plus originale lié à l'éthnicité de ses populations. L'Indien est la nouvelle figure révolutionnaire.
Il est celui qui quitte les plateaux ruraux pour rejoindre les grandes villes tel qu'El Alto, et qui est par ailleurs en 2005 le principal vecteur de l'accession de Morales au pouvoir.
Cette volonté de reconquête collective est marquée par le vice-président bolivien Álvaro García Linera qui fut un dirigeant de Ejercito Guerillero Tupac Katari.